# デビッド・テイラー (プロレスラー)
デビッド・テイラー（"Squire" David Taylor、1957年5月1日 - ）は、イギリス・ヨークシャー出身のプロレスラー（生年は1955年ともされる）。
デイブ・テイラー（Dave Taylor）の名義でも知られる。1990年代よりアメリカに進出し、WCWやWWEで英国貴族ギミックのヒールとなって活動した。

## 来歴
オリンピック選手でもあった祖父ジョーとプロレスラーの父エリックの指導を受け、1974年にスウェーデンでデビュー。
1977年1月には、ピート・ロバーツとの英国人コンビで新日本プロレスの『新春黄金シリーズ』に初来日している。同シリーズはスタン・ハンセンが新日本マットに初参戦したことで知られているが（シリーズの外国人エースはタイガー・ジェット・シン）、テイラーはシリーズ開幕から1週間後に急性盲腸炎を患い、日本で摘出手術を受けて緊急帰国を余儀なくされた。なお、昭和期の新日本プロレスには1985年3月の『ビッグ・ファイト・シリーズ第2弾』にも、ディック・マードック、アドリアン・アドニス、ビリー・ジャックらと共に来日している。
イギリスではリヴァプールを拠点とするオールスター・プロモーションズを主戦場とし、ヘビー級のベビーフェイスとしてビッグ・ジョン・クインや初代ケンドー・ナガサキとも対戦。1991年4月6日にはデイブ・フィンレーからブリティッシュ・ヘビー級王座を奪取している。オットー・ワンツ主宰のCWAにも遠征しており、同年12月21日にクリス・ベノワ、1993年7月18日にミレ・ツルノをパートナーに、同団体認定の世界タッグ王座を2度に渡って獲得した。
1995年にアメリカへ渡り、WCWにて同じく英国出身のロード・スティーブン・リーガルが結成していたタッグチーム・ユニット、ブルー・ブラッズ（The Blue Bloods）に加入。スクワイア（Squire）をニックネームに、リーガルのパートナーとなって嫌味な英国紳士のヒールを演じた。以降、1990年代後半はWCWを主戦場に、クリス・アダムスや英国時代の宿敵フィンレーとも共闘。1996年10月にはWCWとの提携ルートで新日本プロレスに久々に来日、リーガルとのコンビで『SGタッグリーグ戦VI』に出場した。WCWでは1997年11月23日にミシガンで行われたPPV "World War 3 1997" にもリーガルと組んで出場、スタイナー・ブラザーズ（リック&スコット・スタイナー）のWCW世界タッグ王座に挑戦している。
2001年のWCW崩壊後はWWFと契約し、当時WWFのファーム団体だったOVWのトレーナーを担当。レスラーとしてもWWFのダーク・マッチに度々出場した。2004年にはTNAにも登場したが、2006年よりWWEと再契約。ファーム団体DSWのトレーナーを経てスマックダウンの所属選手となり、WCW時代の盟友ウィリアム・リーガルとブルー・ブラッズのギミックを再現して、WWEタッグ王者のブライアン・ケンドリック&ポール・ロンドンと抗争。2007年4月からはケインとの抗争アングルも展開された。
リーガルのRAW移籍後はポール・バーチルやドリュー・マッキンタイアと英国コンビを組んでいたが、2008年4月28日にWWEを解雇された。以降はイアン・ロッテン主宰のIWAミッドサウスやチカラなどのインディー団体に単発出場したほか、イギリスに戻りオールスター・レスリングにも参戦している。2011年4月2日にはジョージア州アトランタで行われたROHのPPVイベントにてコルト・カバナと対戦した。

## 得意技
- ブリティッシュ・スープレックス
- ヨーロピアン・アッパー・カット
- アブドミナル・ストレッチ

## 獲得タイトル
- ブリティッシュ・ヘビー級王座：2回[8]
- CWA世界タッグ王座：2回（w / クリス・ベノワ、ミレ・ツルノ）[9]
- CWFミッドアトランティック・ヘビー級王座：1回
- ヨーロピアン・ヘビー級王座：1回